# NK Bosna Visoko
NK Bosna Visoko is een Bosnische voetbalclub uit Visoko.
De club kwam in 1953 tot stand nadat NK Jadran (opgericht in 1923) en NK Radnicki (opgericht in 1934) fusioneerden.
In 1996 promoveerde de club naar de hoogste klasse en werd daar meteen 3de. Twee jaar later was Bosna vicekampioen, maar de Bosnische competitie speelde toen nog een play-off met de clubs uit de Herzeg-Bosnië liga, daarin trok Bosna aan het langste eind en kroonde zich zo kampioen van Bosnië-Herzegovina. Het volgende seizoen eindigde de club slechts 12de en kwalificeerde zich zo niet voor het volgend seizoen toen de moslim-competitie verenigd werd met de Kroatische competitie.
Het volgende seizoen promoveerde de club wel terug naar de hoogste klasse en werd daar 12de wat net genoeg was voor het behoud, er waren dat jaar meer degradaties omdat de clubs van de Servische Republiek zich in 2002 bij de competitie voegden. In 2003 werd Bosna laatste op 20 clubs. In 2003/04 haalde de club nog de eindronde voor promotie maar miste die net, het volgende seizoen ontsnapte Bosna maar net aan degradatie naar 3de klasse. De club keerde terug op het tweede niveau maar degradeerde in 2011 weer naar de Druga liga FBiH Centar. Na een korte promotie degradeerde de club in 2013 wederom naar de Druga Liga. In 2015 promoveerde de club.

## Erelijst
- Landskampioen FBiH
  - 1998
- Beker van Bosnië en Herzegovina
  - 1999
- Supercup
  - 1999

Bratstvo ·
Budućnost ·
Goražde · 
Gornji Rahić ·
Gradina Srebrenik ·
Jedinstvo ·
Radnik ·
Radnički ·
Stupćanica Olovo ·
TOŠK ·
Tomislav ·
Travnik ·
Tuzla City · 
Vis Kosovo ·
Čelik Zenica ·
Zvijezda